# Svažecký potok
Svažecký potok je drobný vodní tok v Krušných horách a Chebské pánvi v okrese Cheb v Karlovarském kraji. Je levostranným přítokem Plesné. Délka toku činí 4,8 km. Plocha jeho povodí měří 4,4 km².

## Průběh toku
Potok pramení v Krušných horách v přírodním parku Leopoldovy Hamry nad Čižebnou, částí obce Nový Kostel. Jižním směrem teče k okraji přírodní parku kde v nivě při levém břehu potoka vyvěrá téměř neznámý, avšak upravený minerální pramen, ke kterému vede povalový chodníček. Vývěr slabě mineralizované kyselky je vázán na zlomové pásmo, které odděluje Krušné hory od Chebské pánve. Jímání minerální vody zachycuje menší kameninová skruž uložená ve větší betonové skruži. Bezprostřední okolí potoka je zde silně zamokřené s dalšími divokými vývěry minerálky. V bažinatém terénu probublává oxid uhličitý.

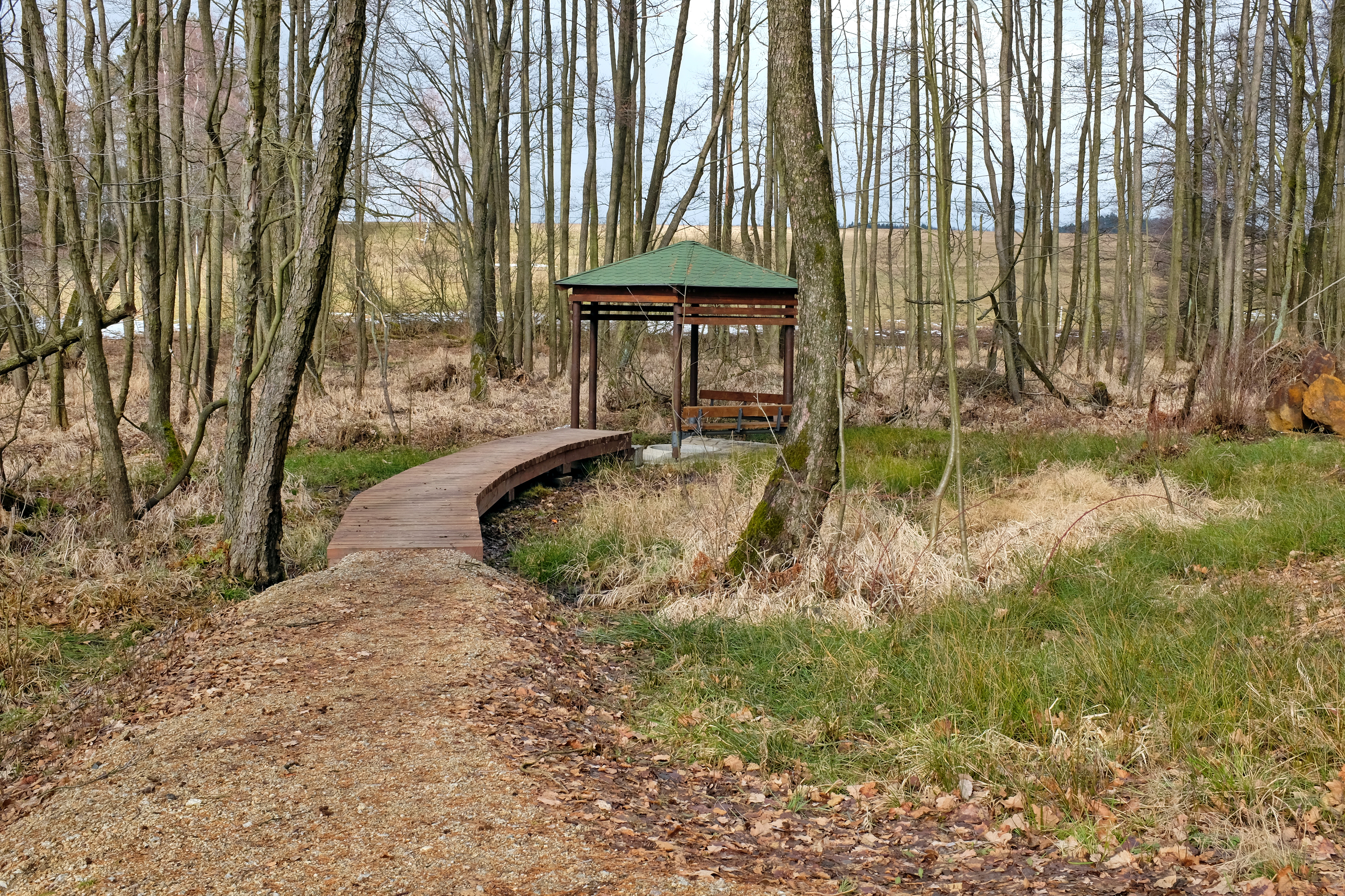
Minerální pramen v nivě potoka

Asi po 30 metrech podtéká potok silnici z Nového Kostela do Kopaniny. Zde opouští území přírodního parku i Krušné hory a vtéká do Chebské pánve.
Nedaleko ranče Golden River Ranch v Mlýnku, části obce Nový Kostel, se vlévá zleva do Plesné.